# Province de Cabo Delgado
La province de Cabo Delgado (en portugais : província de Cabo Delgado) est l'une des dix provinces du Mozambique. Sa capitale est la ville de Pemba. 
Près d'un tiers des musulmans du Mozambique vivent à Cabo Delgado, où ils constituent la majorité absolue (54 %) de la population,.
En 2024, environ 6 % du territoire de la province (contrôlé par la branche mozambicaine de Daech) échappe à l'autorité du gouvernement mozambicain. 

## Géographie

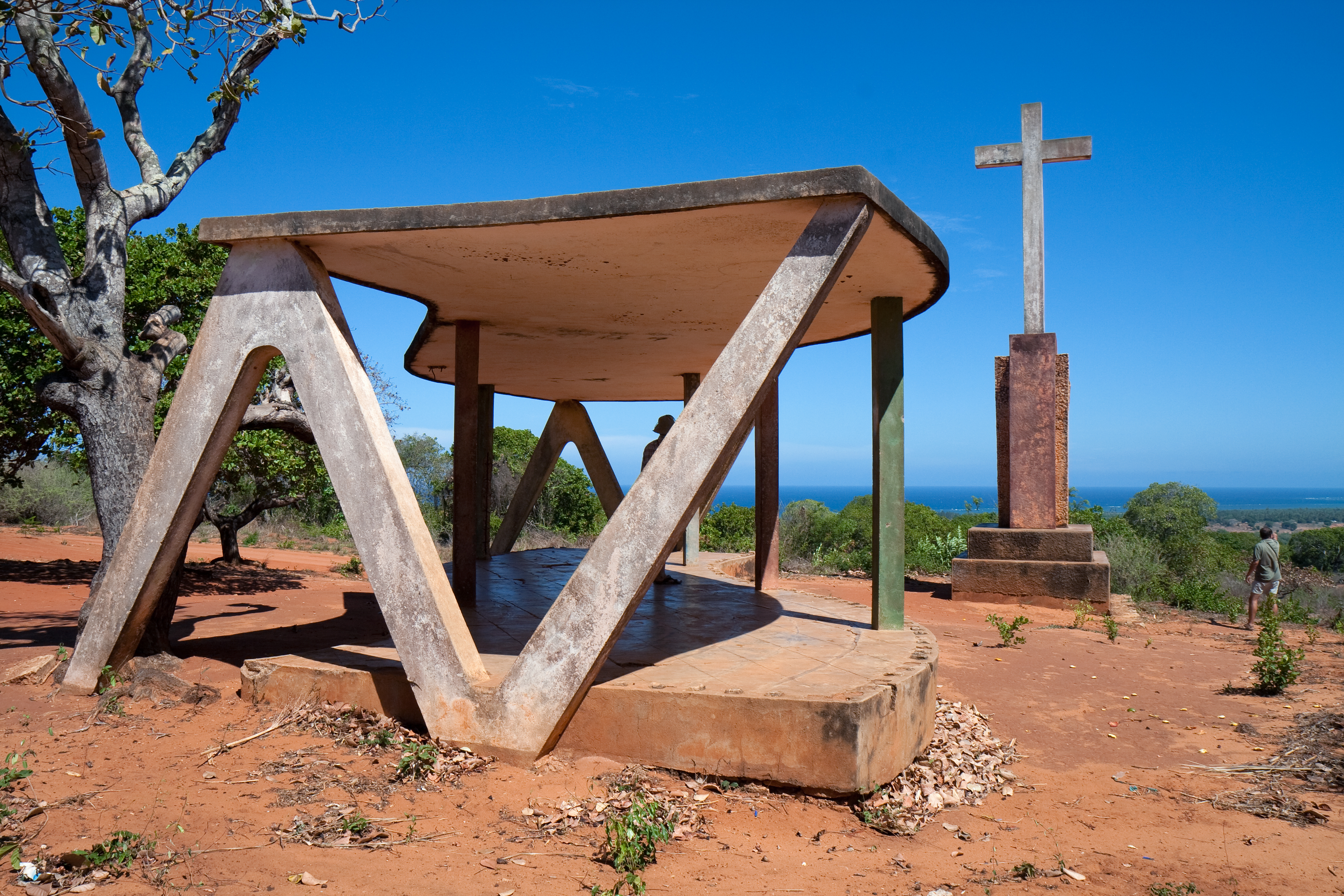
Sud de Pemba

La province couvre une superficie de 80 145 km2. Elle est la plus septentrionale des provinces du Mozambique. Elle est bordée au nord par la Tanzanie, dont elle est séparée par le rio Rovuma ; à l'est par l'océan Indien ; au sud par la province de Nampula dont elle est séparée par le rio Lúrio ; et à l'ouest par la province de Niassa, la limite étant le rio Rovuma.

## Histoire
Depuis 2017, la province de Cabo Delgado connaît une insurrection islamiste. Un groupe salafiste, Ansar al-Sunna, a ainsi été créé en 2014 ou en 2015,, dans la ville littorale de Mocímboa da Praia, grâce notamment à l'influence d'islamistes venus de Tanzanie. Le 5 octobre 2017, ce groupe a attaqué 3 commissariats, tuant 16 personnes (dont deux policiers et un chef communautaire). En mai 2018, il a attaqué le village de Monjane dans le district de Palma et décapité 10 de ses habitants, dont deux adolescents. Ce groupe a perpétré plus de 350 attentats tuant au moins 1 500 personnes et faisant plus de 200 000 évacués.
En avril 2019, le cyclone Kenneth frappe le nord de la province ; au moins 38 personnes sont tuées et des milliers de maisons détruites,.  
Au cours de la bénédiction Urbi et orbi de Pâques 2020, le pape François a prié pour la population de Cabo Delgado. L'évêque de Pemba Mgr Luiz Fernando Lisboa, a reçu un appel téléphonique le vendredi 21 août 2020. Le pape a marqué sa solidarité à la population face à la violence djihadiste qui la frappe.
En 2020, les attaques des militants islamistes radicaux affiliés à Daech, actifs dans la province se poursuivent. En avril, ils décapitent une cinquantaine de jeunes gens qui refusaient de rejoindre leurs rangs. Une autre, en novembre, provoque également la mort de plus de 50 personnes, la plupart étant des adolescents, retrouvés décapités. Selon l’ONG Armed Conflict Location & Event Data group, basée aux Etats-Unis, ces djihadistes ont fait au moins 2 000 morts et provoqué le déplacement de plus de 400 000 personnes depuis 2017.

## Économie
Au début des années 2010, la plus importante réserve gazière exploitable d’Afrique (la neuvième au niveau mondial), estimée à 4 500 milliards de mètres cubes, est découverte au large du Mozambique dans la province de Cabo Delgado. Plusieurs multinationales françaises, comme Total, Technip et EDF, se sont installées dans la province pour en exploiter les réserves gazières. Le projet suscite des controverses : « la zone côtière concernée par ce futur marché du gaz abrite une faune et une flore exceptionnelles, certaines espèces considérées en danger par l’Union internationale pour la conservation de la nature, ainsi que des écosystèmes rares. », selon le journal L'Humanité. L'insécurité persistante conduit en 2021 à une suspension du projet, qui perdure en 2025.

## Population
La population de la province s'élevait à 1 632 809 habitants au recensement de 2007, contre 1 284 000 à celui de 1997. Sa population est composée de Makuas, de Makondés et de Quimuanes.
Aujourd’hui, les deux principales ethnies y sont les Makondé et les Mwani. D’autres ethnies sont également présentes (Yao, Makua), ainsi que des étrangers (Tanzaniens, Somaliens, etc.).
Les Mwani et les Makua sont musulmans, tandis que les Makondé sont chrétiens, très majoritairement catholiques (certains sont évangéliques).

## Subdivisions
La province de Cabo Delgado est subdivisée en 16 districts :
- District d'Ancuabe
- District de Balama
- District de Chiúre
- District d'Ibo
- District de Macomia
- District de Mecúfi
- District de Meluco
- District de Mocímboa da Praia
- District de Montepuez
- District de Mueda
- District de Muidumbe
- District de Namuno
- District de Nangade
- District de Palma
- District de Pemba-Metuge
- District de Quissanga

Elle comprend également 3 municipios :
- Mocímboa da Praia
- Montepuez
- Pemba